# Corythophora labriculata
Corythophora labriculata é uma espécie de planta lenhosa da família Lecythidaceae.
Apenas pode ser encontrada no Suriname.